# Advertorial
Ein Advertorial, auch Adverticle oder Publireportage genannt, ist die redaktionelle Aufmachung einer Werbeanzeige. Das Advertorial zählt zu den Werbeformen, die vom Adressaten nicht eindeutig der Werbung oder Öffentlichkeitsarbeit zugeordnet werden können, insbesondere wenn sie nicht als Werbung gekennzeichnet sind. Inzwischen zählen Advertorials zum Finanzierungsmodell vieler Online-Medien, die Advertorials als native advertising neben ihren redaktionellen Beiträgen platzieren.
Das Advertorial ist bei Werbetreibenden beliebt, weil der Leser in wesentlich höherem Maße aufnahmebereit ist, wenn er den Werbeinhalt innerhalb seines gewohnten redaktionellen Umfeldes erhält.

## Wortbildungen
- Das Wort Advertorial ist ein Kofferwort aus adver·tisement (Anzeige) und edi·torial (Leitartikel).
- Das Wort Adverticle ist ein Kofferwort aus englisch adver·tisement (Anzeige) und ar·ticle (Artikel).
- Das Wort Publireportage ist ein Kofferwort aus französisch publi·cité (Werbung) und reportage (Bericht).

## Recht
Nach deutschem Presserecht und dem deutschen Pressekodex müssen redaktionelle Inhalte und Werbung klar getrennt werden. Das heißt, dass Advertorials als Anzeigen gekennzeichnet sein müssen. Dies wird in der Praxis aber oft unterlassen, oder die Kennzeichnung wird so gestaltet, dass sie schwer erkennbar ist. Medienunternehmen, die in diesem Grenzbereich zur Schleichwerbung operieren, bemühen sich oft um die Verschleierung der Werbefunktion, um die Werbewirkung und damit den Verkaufswert zu erhöhen.